# Leptodactylus colombiensis
Leptodactylus colombiensis es una especie de ránidos de la familia Leptodactylidae.

## Distribución geográfica
Se encuentra en Colombia y Venezuela.